# Fisklöstjärnen (Nås socken, Dalarna, 668400-142600)
Fisklöstjärnen är en sjö i Vansbro kommun i Dalarna och ingår i Dalälvens huvudavrinningsområde.